# Saint-Didier (Jura)
Saint-Didier ist eine französische Gemeinde im Département Jura in der Region Bourgogne-Franche-Comté. Sie gehört zum Arrondissement Lons-le-Saunier und zum Kanton Lons-le-Saunier-1. 
Die Nachbargemeinden sind Ruffey-sur-Seille im Westen und im Norden, L’Étoile im Osten und Montmorot im Süden.

## Bevölkerungsentwicklung
| Jahr                       | 1962 | 1968 | 1975 | 1982 | 1990 | 1999 | 2006 | 2017 |
| -------------------------- | ---- | ---- | ---- | ---- | ---- | ---- | ---- | ---- |
| Einwohner                  | 115  | 116  | 136  | 204  | 204  | 267  | 304  | 269  |
| Quellen: Cassini und INSEE |      |      |      |      |      |      |      |      |

## Wirtschaft
Die Rebflächen der Gemeinde Saint-Didier sind Teil des Weinbaugebietes Côtes du Jura.

## Weblinks

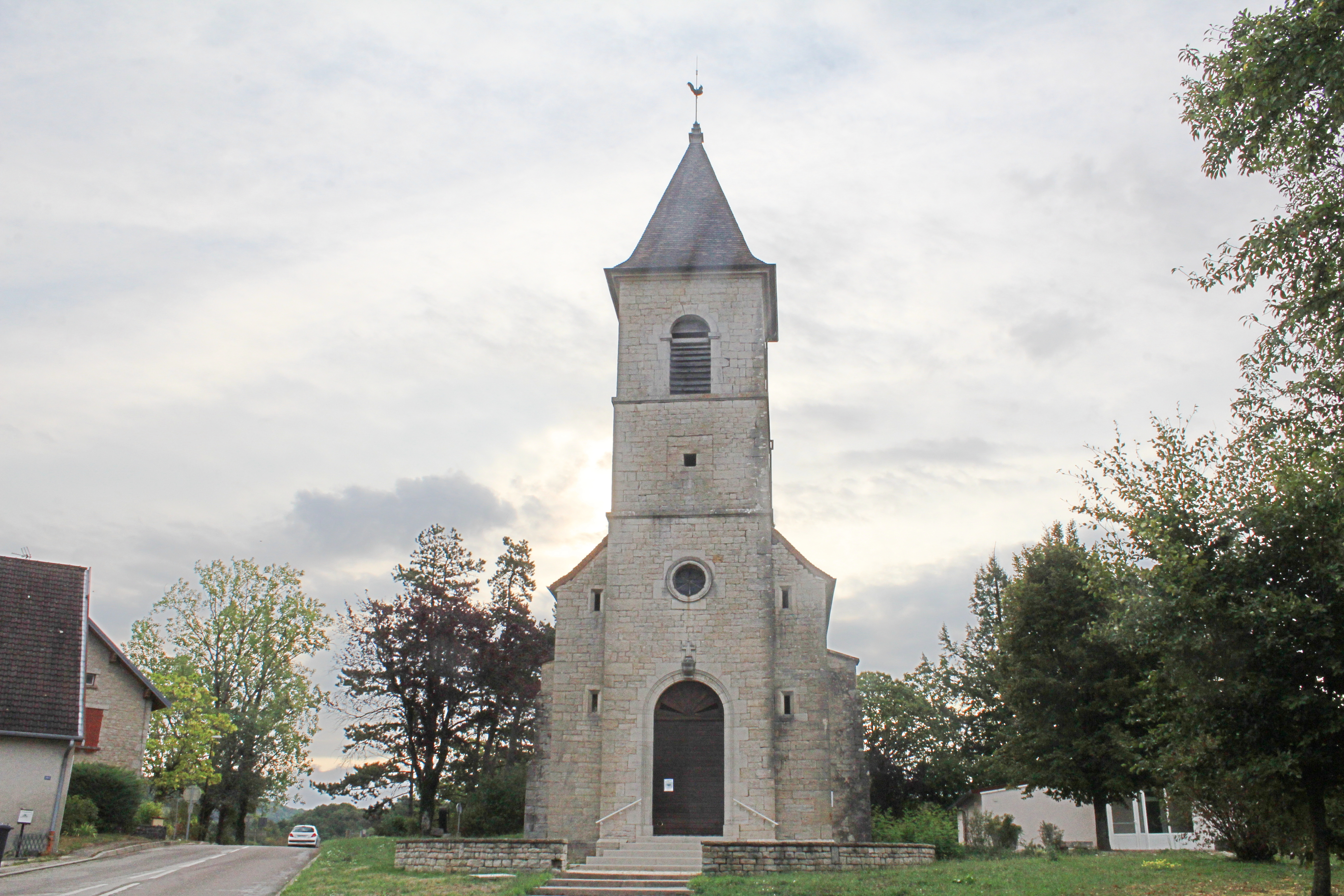
Kirche Saint-Martin